# Großer Preis von Katar 2023
Der Große Preis von Katar 2023 (offiziell Formula 1 Qatar Airways Qatar Grand Prix 2023) fand am 8. Oktober auf dem Losail International Circuit in Doha statt und war das 17. Rennen der Formel-1-Weltmeisterschaft 2023.

## Bericht

### Hintergründe
Nach dem Großen Preis von Japan führte Max Verstappen in der Fahrerwertung mit 177 Punkten vor Sergio Pérez und mit 210 Punkten vor Lewis Hamilton. In der Konstrukteurswertung stand Red Bull seit dem Großen Preis von Japan als Konstrukteursweltmeister fest. Sie führten uneinholbar mit 318 Punkten vor Mercedes und mit 338 Punkten vor Ferrari. Verstappen konnte an diesem Rennwochenende vorzeitig zum dritten Mal Weltmeister werden. Dafür musste Pérez über das gesamte Wochenende weniger als 32 Punkte mehr als Verstappen erzielen, wobei Verstappen unabhängig von Pérez’ Ergebnis mindestens drei Punkte und somit schon ein sechster Platz beim Sprint am Samstag gereicht hätte, um die Meisterschaft zu entscheiden.
Pirelli stellte den Fahrern die Reifenmischungen C1 Hard (weiß), C2 Medium (gelb) und C3 Soft (rot) sowie Cinturato Intermediates (grün) und Cinturato Full-Wets (blau) für nasse Bedingungen zur Verfügung.
Im Rahmen des Grand Prix fand das vierte Sprint-Wochenende der Saison statt.
Williams trat wie bereits in Singapur und Japan mit einer Sonderlackierung an.
Liam Lawson vertrat weiterhin den verletzten Daniel Ricciardo bei AlphaTauri.
Lance Stroll (sieben), Pierre Gasly (fünf), George Russell, Hamilton (jeweils vier), Nico Hülkenberg, Yuki Tsunoda, Pérez (jeweils drei), Verstappen, Carlos Sainz jr., Lando Norris, Fernando Alonso, Zhou Guanyu, Logan Sargeant (jeweils zwei), Charles Leclerc und Alexander Albon (jeweils einer) gingen mit Strafpunkten ins Wochenende.
Mit Hamilton trat der einzige ehemalige Sieger zu diesem Grand Prix an.
Als Rennkommissare für dieses Rennwochenende fungierten Felix Holter (DEU), Matteo Perini (ITA), Danny Sullivan (USA) und David Domingo (ESP).

### Training
Im ersten und einzigen freien Training fuhr Verstappen mit 1:27,428 Minuten die Bestzeit vor Leclerc und Sainz jr.

### Qualifying
Das Qualifying für das Rennen wurde bereits am Freitag absolviert.
Das Qualifying bestand aus drei Teilen mit einer Nettolaufzeit von 45 Minuten. Im ersten Qualifying-Segment (Q1) hatten die Fahrer 18 Minuten Zeit, um sich für das Rennen zu qualifizieren. Alle Fahrer, die im ersten Abschnitt eine Zeit erzielten, die maximal 107 Prozent der schnellsten Rundenzeit betrug, qualifizierten sich für den Grand Prix. Die besten 15 Fahrer erreichten den nächsten Qualifikationsabschnitt. Verstappen war Schnellster. Zhou, Kevin Magnussen, Lawson, Stroll und Sargeant schieden aus. Stroll schied zum vierten Mal in Folge im ersten Qualifyingabschnitt aus.
Der zweite Abschnitt (Q2) dauerte 15 Minuten. Die schnellsten zehn Piloten qualifizierten sich für den dritten Teil des Qualifyings. Hamilton war Schnellster. Hülkenberg, Albon, Pérez, Sainz jr. und Tsunoda schieden aus.
Der letzte Abschnitt (Q3) ging über eine Zeit von zwölf Minuten, in denen die ersten zehn Startpositionen vergeben wurden. Verstappen erzielte mit einer Zeit von 1:23,778 Minuten die Bestzeit vor Russell und Hamilton. Ursprünglich qualifizierten sich die McLaren-Piloten auf Rang 2 und 4, beiden wurden jedoch ihre schnellsten Runden aufgrund von Überschreitungen der Streckenbegrenzung gestrichen. Während Oscar Piastri von Platz 4 auf 6 zurückfiel, wurde bei Norris seine einzige gezeitete Runde gestrichen, wodurch er von Platz 2 auf 10 zurückfiel. Für Verstappen war es die 30. Pole-Position in der Formel-1-Weltmeisterschaft.
Nach einer Analyse nach dem Training und dem Qualifying äußerte Pirelli Bedenken hinsichtlich der durch Bordsteine verursachten Schäden an den Reifen. Als Reaktion darauf wurden die Streckenbegrenzungen an den Kurven 12 und 13 über Nacht geändert. Die FIA erklärte, dass sie für den Fall, dass die Reifenprobleme nach der Streckenakklimatisierungssitzung am Samstag weiterhin bestehen bleiben, eine verbindliche maximale Anzahl an Runden einführte, die mit den Reifen gefahren werden durften: 20 Runden für den ersten Reifensatz während des Rennens und 22 Runden für die folgenden Sätze (einschließlich Runden aus früheren Sitzungen). Dies würde erfordern, dass jeder Fahrer während des Rennens mindestens drei Boxenstopps einlegt, um Reifen zu holen.

### Sprint-Shootout
Der Shootout für den Sprint fand am Samstagvormittag stand.
Vor dem Start der Session fand um 16.00 Uhr die zehnmütige zusätzliche Akklimatisierungssitzung statt um den Fahrern die Möglichkeit zu geben, sich an die Streckenänderungen zu gewöhnen.
Der Shootout bestand wie schon das Qualifying aus drei Teilen mit einer Nettolaufzeit von 30 Minuten. Im ersten Segment hatten die Fahrer zwölf Minuten Zeit, um sich für den Sprint zu qualifizieren. Die besten 15 Fahrer erreichten den nächsten Abschnitt. Russell war Schnellster. Stroll, Albon, Tsunoda, Magnussen und Sargeant schieden aus.
Der zweite Abschnitt dauerte zehn Minuten. Die schnellsten zehn Piloten qualifizierten sich für den letzten Teil des Shootouts. Norris war Schnellster. Gasly, Hamilton, Bottas, Lawson und Zhou schieden aus.
Der letzte Abschnitt ging über eine Zeit von acht Minuten. Piastri sicherte sich mit einer Zeit von 1:24,454 Minuten die Bestzeit vor Norris und Verstappen. Ocon und Alonso konnten keine gezeitete Runden aufgrund von Überschreitungen der Streckenbegrenzung fahren.

### Sprint
Piastri gewann den Sprint vor Verstappen und Norris. Die restlichen Punkteplatzierungen gingen an Russell, Hamilton, Sainz jr., Albon und Alonso. Aufgrund von fünf Ausfällen kam es zum Einsatz von insgesamt drei Safety-Car-Phasen: Zuerst drehten sich Lawson und Sargeant beide ins Kiesbett. Dann kollidierten Ocon, Pérez und Hülkenberg, was für alle drei das Aus bedeutete. Der Vorfall wurde von den Rennkommissaren als Rennvorfall eingestuft und es wurden keine weiteren Maßnahmen ergriffen.
Durch den Ausfall von Pérez und der vergebenen sieben Punkte für den zweiten Platz wurde Verstappen schon nach dem Sprint vorzeitig Weltmeister. Er ist der erste Fahrer seit Nelson Piquet 1983, der sich an einem Samstag zum Weltmeister krönte, der erste Fahrer, der nach einem Sprint als Weltmeister feststand und nach Juan Manuel Fangio, Michael Schumacher, Sebastian Vettel und Hamilton der fünfte Fahrer, dem es gelang, dreimal in Folge Weltmeister zu werden.

### Rennen
Aufgrund der Häufigkeit der Safety-Car-Einsätze im Sprint reichten die für die Analyse durch Pirelli verfügbaren Reifendaten nicht aus, um die Daten zu ergänzen, die bereits nach früheren Streckensitzungen durchgeführt wurden. Für Sonntag änderte die FIA im Vorfeld des Rennens die maximale Anzahl an Runden, die mit den Reifen gefahren werden durften, von 20 auf 18 Runden pro Reifensatz. Die Vorschrift, drei Boxenstopps durchzuführen, wurde aufgehoben, obwohl dies weiterhin eine Folge der 18-Runden-Regel pro Reifensatz war, bei der das Rennen zu Ende gefahren werden mussten.
Aufgrund eines Kraftstofflecks konnte Sainz jr. nicht am Rennen teilnehmen, sein Platz in der Startaufstellung blieb daher leer. Pérez startete das Rennen aus der Boxengasse. Grund hierfür waren die Beschädigungen am Chassis, welche durch den Unfall beim Sprint mit Ocon und Hülkenberg verursacht wurden. Diese konnten nicht mehr unter Parc-férme-Bedingungen repariert werden.
Beim Start konnte sich Verstappen vor Russell behaupten. Der von Platz 3 aus startenden Hamilton war aus dem vorderen Feld der Einzige, der auf den Soft-Reifen startete und den besten Start hatte. In der 1. Kurve versuchte er seinen Teamkollegen Russell außen zu überholen, welcher sich allerdings wiederum neben Verstappen befand. Die beiden Mercedes-Piloten berührten sich und Hamilton schied aus. Russell musste zur Reparatur an die Box und fiel ans Ende des Feldes zurück. Durch die Bergung des Mercedes von Hamilton schickte die Rennleitung das Safety-Car auf die Strecke. Neben Russell absolvierten auch Valtteri Bottas, Magnussen, Stroll und Lawson ihren ersten Boxenstopp.
Beim Restart blieb Verstappen vor Piastri, welcher von dem Chaos vor ihm in der 1. Runde profitierte und sich von Startplatz 6 auf Platz 2 vorschob. Hinten im Feld konnte Russell Pérez für Platz 13 überholen während Hülkenberg auf Platz 8 liegend eine 10-Sekunden-Zeitstrafe erhielt. Der Deutsche stand beim Start in der falschen Position, nämlich in der von Sainz jr. Diese sollte eigentlich frei bleiben.
Im Mittelfeld kam es zu diversen Zweikämpfen und Überholmanövern. Albon und Tsunoda lieferten sich einige Runden ein Duell um Position 9 bis der Japaner zum ersten Reifenwechsel an die Box ging. Aus der Spitzengruppe war Alonso der Erste in der 11. Runde, der an die Box ging. Er kam auf Platz 15 wieder auf die Strecke zurück. Ihm folgte der Zweitplatzierte Piastri eine Runde später. Hülkenberg kam in der 13. Runde an die Box und saß seine Strafe ab. Er fiel dadurch auf den letzten Platz zurück. Der Führende Verstappen wartete bis zur 17. Runde bis auch er erstmals an die Box kam. Er kam hinter Albon auf die Strecke zurück, welcher noch nicht beim Reifenwechsel war. Dieser kam dann eine Runde später.
Nachdem der ersten Boxenstopp-Phase führte Verstappen weiterhin vor Piastri und Alonso, welcher sich weiterhin auf Platz 3 halten konnte. Dahinter folgten Bottas und Stroll, welche beide in der Anfangsphase unter Safety-Car-Bedingungen bereits an der Box waren. Während vorne Verstappen eine Vorsprung von ca. 8 Sekunden auf Piastri herausfahren konnte, setzte Russell seine Aufholjagd im Mittelfeld fort und überholte Ocon für den siebten Platz.
In der 25. Runde eröffnete aus der Spitzengruppe Piastri die zweite Boxenstopp-Phase, welcher in der gleichen Runde Leclerc und Ocon folgten. In der 26. Runde stoppte dann Alonso, in der 27. Norris. Norris überholte im Anschluss Alonso für den dritten Platz, auch dank des bisher schnellsten Boxenstopps in der Geschichte der Formel 1 mit 1,8 Sekunden Standzeit. Pérez erhielt in dieser Zeit als erster Fahrer eine Fünf-Sekunden-Zeitstrafe für das Überschreiten der Track-Limits, welche er bei seinem zweiten Stopp in der 31. Runde absaß.
In der 34. Runde verpasste Alonso den Scheitelpunkt in Kurve 6 und musste durch das Kiesbett fahren, Leclerc nutzte dies für den sechsten Platz aus. Da Alonso auf unsichere und gefährliche Art und Weise zurück auf die Strecke fuhr, leitete die Rennleitung eine Untersuchung ein. Alonso bekam nach dem Rennen einen Verweis. Verstappen absolvierte in der 35. Runde seinen zweiten Boxenstopp und behielt die Führung, da er genügend Vorsprung auf Piastri hatte. In der gleichen Runde beklagte sich dann Sargeant am Funk über Übelkeit und bekam vom Team die Empfehlung das Rennen zu beenden. Er fuhr allerdings weiter und gab erst in der 42. Runde auf.
In der 38. Runde erhielt Pérez die zweite Fünf-Sekunden-Zeitstrafe wegen Verstoßes gegen die Track-Limits. In der 43. Runde erhielt dann Stroll wegen desselben Vergehens ebenfalls eine Fünf-Sekunden-Zeitstrafe, ehe Gasly in der 44. Runde folgte.
Die dritte und letzte Boxenstopp-Phase eröffnete erneut Piastri in der 44. Runde. Norris wechselte eine Runde nach seinem Teamkollegen und kam nur knapp hinter Piastri auf die Strecke zurück. Die beiden McLaren kämpften nun um den zweiten Platz, da Russell vor ihnen noch einen Stopp einlegen musste, bis Norris vom Team die Anweisung erhielt, dass die Positionen gehalten werden sollten.
In der 46. Runde erhielt Gasly dann auch seine zweite Fünf-Sekunden-Zeitstrafe, in der 48. Runde dann Albon seine Erste. Albon war dann allerdings bereits in der 50. Runde erneut dabei und erhielt auch seine zweite Fünf-Sekunden-Zeitstrafe.
Russell absolvierte in Runde 51 seinen vierten Stopp und kam hinter den beiden McLaren auf die Strecke zurück. Verstappen absolvierte seinen letzten Stopp in der 52. Runde
In der 53. Runde erhielt dann auch Stroll die zweite Fünf-Sekunden-Zeitstrafe. In der letzten Runde waren dann wieder Gasly und Pérez wegen Tracklimits dabei und kassierten so jeweils ihre dritte Fünf-Sekunden-Zeitstrafe, welche auf ihre Gesamtzeit addiert wurden.
Verstappen gewann das Rennen schlussendlich mit 4,8 Sekunden vor Piastri. Norris komplettierte das Podium. Für Verstappen war es der 14. Saisonsieg und der 49. in der Formel-1-Weltmeisterschaft. McLaren feierte das insgesamt 500. Podium seiner Geschichte. Die restlichen Punkteplatzierungen belegten nach Vergabe aller Strafsekunden Russell, Leclerc, Alonso, Ocon, Bottas, Zhou und Pérez.
In der Fahrer- und Konstrukteurswertung blieben die ersten drei Positionen unverändert.

### Nach dem Rennen
Hamilton erhielt für das Überqueren der Strecke nach seinem Ausscheiden eine Geldstrafe in Höhe von 50.000 Euro, wo von die Hälfte für den Rest der Saison zur Bewährung ausgesetzt wurde.
Viele Fahrer waren aufgrund der Hitze und der hohen Luftfeuchtigkeit mit ihren Kräften am Ende und sprachen dies auch öffentlich an. Ocon übergab sich zweimal in seinem Auto, beendete das Rennen aber als Siebter, während Sargeant aufgrund eines Hitzschlags und einer Dehydrierung, die durch ein bereits grippeähnliches Symptom noch verschlimmert wurde, aufgeben musste. Sargeants Teamkollege Albon wurde nach dem Rennen wegen Hitzeeinwirkung ebenfalls ins medizinische Zentrum gebracht. Stroll sagte, er sei im Auto „ohnmächtig geworden“ und habe unter Sehstörungen gelitten. Piastri, Leclerc, Russell, Ocon, Verstappen und Norris sagten, es sei das körperlich anspruchsvollste Rennen ihrer Karriere gewesen.
Die FIA kündigte daher an Maßnahmen zu ergreifen um eine Wiederholung dieses Szenarios zu vermeiden. Als Reaktion wurde die Einführung eines Kühlsystems für Fahrer ab der Saison 2025 angekündigt, dessen Einsatz bei extremer Hitze von der FIA vorgeschrieben werden soll.

## Meldeliste
| Team                                  | Nr. | Fahrer           | Chassis                           | Motor                             | Reifen |
| ------------------------------------- | --- | ---------------- | --------------------------------- | --------------------------------- | ------ |
| Oracle Red Bull Racing                | 01  | Max Verstappen   | Red Bull Racing RB19              | Honda RBPTH001                    | P      |
| Oracle Red Bull Racing                | 11  | Sergio Pérez     | Red Bull Racing RB19              | Honda RBPTH001                    | P      |
| Scuderia Ferrari                      | 16  | Charles Leclerc  | Ferrari SF-23                     | Ferrari 066/10                    | P      |
| Scuderia Ferrari                      | 55  | Carlos Sainz jr. | Ferrari SF-23                     | Ferrari 066/10                    | P      |
| Mercedes-AMG Petronas F1 Team         | 63  | George Russell   | Mercedes-AMG F1 W14 E Performance | Mercedes-AMG F1 M14 E Performance | P      |
| Mercedes-AMG Petronas F1 Team         | 44  | Lewis Hamilton   | Mercedes-AMG F1 W14 E Performance | Mercedes-AMG F1 M14 E Performance | P      |
| BWT Alpine F1 Team                    | 31  | Esteban Ocon     | Alpine A523                       | Renault E-Tech RE23               | P      |
| BWT Alpine F1 Team                    | 10  | Pierre Gasly     | Alpine A523                       | Renault E-Tech RE23               | P      |
| McLaren F1 Team                       | 81  | Oscar Piastri    | McLaren MCL60                     | Mercedes-AMG F1 M14 E Performance | P      |
| McLaren F1 Team                       | 04  | Lando Norris     | McLaren MCL60                     | Mercedes-AMG F1 M14 E Performance | P      |
| Alfa Romeo F1 Team Stake              | 77  | Valtteri Bottas  | Alfa Romeo C43                    | Ferrari 066/10                    | P      |
| Alfa Romeo F1 Team Stake              | 24  | Zhou Guanyu      | Alfa Romeo C43                    | Ferrari 066/10                    | P      |
| Aston Martin Aramco Cognizant F1 Team | 18  | Lance Stroll     | Aston Martin AMR23                | Mercedes-AMG F1 M14 E Performance | P      |
| Aston Martin Aramco Cognizant F1 Team | 14  | Fernando Alonso  | Aston Martin AMR23                | Mercedes-AMG F1 M14 E Performance | P      |
| MoneyGram Haas F1 Team                | 20  | Kevin Magnussen  | Haas VF-23                        | Ferrari 066/10                    | P      |
| MoneyGram Haas F1 Team                | 27  | Nico Hülkenberg  | Haas VF-23                        | Ferrari 066/10                    | P      |
| Scuderia AlphaTauri                   | 40  | Liam Lawson      | AlphaTauri AT04                   | Honda RBPTH001                    | P      |
| Scuderia AlphaTauri                   | 22  | Yuki Tsunoda     | AlphaTauri AT04                   | Honda RBPTH001                    | P      |
| Williams Racing                       | 23  | Alexander Albon  | Williams FW45                     | Mercedes-AMG F1 M14 E Performance | P      |
| Williams Racing                       | 02  | Logan Sargeant   | Williams FW45                     | Mercedes-AMG F1 M14 E Performance | P      |

## Klassifikationen

### Qualifying
| Pos.                                                                      | Fahrer           | Konstrukteur                 | Q1       | Q2       | Q3         | Start |
| ------------------------------------------------------------------------- | ---------------- | ---------------------------- | -------- | -------- | ---------- | ----- |
| 01                                                                        | Max Verstappen   | Red Bull Racing-Honda RBPT   | 1:25,007 | 1:24,483 | 1:23,778   | 01    |
| 02                                                                        | George Russell   | Mercedes                     | 1:25,334 | 1:24,827 | 1:24,219   | 02    |
| 03                                                                        | Lewis Hamilton   | Mercedes                     | 1:26,076 | 1:24,381 | 1:24,305   | 03    |
| 04                                                                        | Fernando Alonso  | Aston Martin Aramco-Mercedes | 1:25,223 | 1:25,241 | 1:24,369   | 04    |
| 05                                                                        | Charles Leclerc  | Ferrari                      | 1:25,452 | 1:25,079 | 1:24,424   | 05    |
| 06                                                                        | Oscar Piastri    | McLaren-Mercedes             | 1:25,266 | 1:24,724 | 1:24,540   | 06    |
| 07                                                                        | Pierre Gasly     | Alpine-Renault               | 1:25,566 | 1:24,918 | 1:24,553   | 07    |
| 08                                                                        | Esteban Ocon     | Alpine-Renault               | 1:25,711 | 1:24,928 | 1:24,763   | 08    |
| 09                                                                        | Valtteri Bottas  | Alfa Romeo-Ferrari           | 1:26,038 | 1:25,297 | 1:25,058   | 09    |
| 10                                                                        | Lando Norris     | McLaren-Mercedes             | 1:25,131 | 1:24,685 | keine Zeit | 10    |
| 11                                                                        | Yuki Tsunoda     | AlphaTauri-Honda RBPT        | 1:26,058 | 1:25,301 | –          | 11    |
| 12                                                                        | Carlos Sainz jr. | Ferrari                      | 1:25,808 | 1:25,328 | –          | 12    |
| 13                                                                        | Sergio Pérez     | Red Bull Racing-Honda RBPT   | 1:25,991 | 1:25,462 | –          | Box   |
| 14                                                                        | Alexander Albon  | Williams-Mercedes            | 1:26,118 | 1:25,707 | –          | 13    |
| 15                                                                        | Nico Hülkenberg  | Haas-Ferrari                 | 1:25,904 | 1:25,783 | –          | 14    |
| 16                                                                        | Logan Sargeant   | Williams-Mercedes            | 1:26,210 | –        | –          | 15    |
| 17                                                                        | Lance Stroll     | Aston Martin Aramco-Mercedes | 1:26,345 | –        | –          | 16    |
| 18                                                                        | Liam Lawson      | AlphaTauri-Honda RBPT        | 1:26,635 | –        | –          | 17    |
| 19                                                                        | Kevin Magnussen  | Haas-Ferrari                 | 1:27,046 | –        | –          | 18    |
| 20                                                                        | Zhou Guanyu      | Alfa Romeo-Ferrari           | 1:27,432 | –        | –          | 19    |
| 107-Prozent-Zeit: 1:30,957 min (bezogen auf Q1-Bestzeit von 1:25,007 min) |                  |                              |          |          |            |       |

### Sprint-Shootout
| Pos.                                                                      | Fahrer           | Konstrukteur                 | Q1       | Q2       | Q3         | Start |
| ------------------------------------------------------------------------- | ---------------- | ---------------------------- | -------- | -------- | ---------- | ----- |
| 01                                                                        | Oscar Piastri    | McLaren-Mercedes             | 1:25,979 | 1:25,496 | 1:24,454   | 01    |
| 02                                                                        | Lando Norris     | McLaren-Mercedes             | 1:25,672 | 1:24,947 | 1:24,536   | 02    |
| 03                                                                        | Max Verstappen   | Red Bull Racing-Honda RBPT   | 1:25,510 | 1:25,199 | 1:24,646   | 03    |
| 04                                                                        | George Russell   | Mercedes                     | 1:25,413 | 1:25,027 | 1:24,841   | 04    |
| 05                                                                        | Carlos Sainz jr. | Ferrari                      | 1:25,872 | 1:25,433 | 1:25,155   | 05    |
| 06                                                                        | Charles Leclerc  | Ferrari                      | 1:26,266 | 1:25,367 | 1:25,247   | 06    |
| 07                                                                        | Nico Hülkenberg  | Haas-Ferrari                 | 1:26,450 | 1:25,499 | 1:25,320   | 07    |
| 08                                                                        | Sergio Pérez     | Red Bull Racing-Honda RBPT   | 1:26,123 | 1:25,143 | 1:25,382   | 08    |
| 09                                                                        | Fernando Alonso  | Aston Martin Aramco-Mercedes | 1:25,936 | 1:25,344 | keine Zeit | 09    |
| 10                                                                        | Esteban Ocon     | Alpine-Renault               | 1:26,072 | 1:25,510 | keine Zeit | 10    |
| 11                                                                        | Pierre Gasly     | Alpine-Renault               | 1:25,829 | 1:25,686 | –          | 11    |
| 12                                                                        | Lewis Hamilton   | Mercedes                     | 1:26,424 | 1:25,962 | –          | 12    |
| 13                                                                        | Valtteri Bottas  | Alfa Romeo-Ferrari           | 1:26,449 | 1:26,236 | –          | 13    |
| 14                                                                        | Liam Lawson      | AlphaTauri-Honda RBPT        | 1:26,202 | 1:26,584 | –          | 14    |
| 15                                                                        | Zhou Guanyu      | Alfa Romeo-Ferrari           | 1:26,669 | 1:54,546 | –          | 15    |
| 16                                                                        | Lance Stroll     | Aston Martin Aramco-Mercedes | 1:26,849 | –        | –          | 16    |
| 17                                                                        | Alexander Albon  | Williams-Mercedes            | 1:26,862 | –        | –          | 17    |
| 18                                                                        | Yuki Tsunoda     | AlphaTauri-Honda RBPT        | 1:26,926 | –        | –          | 18    |
| 19                                                                        | Kevin Magnussen  | Haas-Ferrari                 | 1:27,438 | –        | –          | 19    |
| 107-Prozent-Zeit: 1:31,392 min (bezogen auf Q1-Bestzeit von 1:25,413 min) |                  |                              |          |          |            |       |
| 20                                                                        | Logan Sargeant   | Williams-Mercedes            | 2:05,741 | –        | –          | 20    |

### Sprint
| Pos. | Fahrer           | Konstrukteur                 | Runden | Stopps | Zeit      | Start |
| ---- | ---------------- | ---------------------------- | ------ | ------ | --------- | ----- |
| 01   | Oscar Piastri    | McLaren-Mercedes             | 19     | 0      | 35:01,297 | 01    |
| 02   | Max Verstappen   | Red Bull Racing-Honda RBPT   | 19     | 0      | + 1,871   | 03    |
| 03   | Lando Norris     | McLaren-Mercedes             | 19     | 0      | + 8,497   | 02    |
| 04   | George Russell   | Mercedes                     | 19     | 0      | + 11,036  | 04    |
| 05   | Lewis Hamilton   | Mercedes                     | 19     | 0      | + 17,314  | 12    |
| 06   | Carlos Sainz jr. | Ferrari                      | 19     | 0      | + 18,806  | 05    |
| 07   | Alexander Albon  | Williams-Mercedes            | 19     | 0      | + 19,864  | 17    |
| 08   | Fernando Alonso  | Aston Martin Aramco-Mercedes | 19     | 0      | + 21,180  | 09    |
| 09   | Pierre Gasly     | Alpine-Renault               | 19     | 0      | + 21,742  | 11    |
| 10   | Valtteri Bottas  | Alfa Romeo-Ferrari           | 19     | 0      | + 22,208  | 13    |
| 11   | Yuki Tsunoda     | AlphaTauri-Honda RBPT        | 19     | 0      | + 22,863  | 18    |
| 12   | Charles Leclerc  | Ferrari                      | 19     | 0      | + 24,860  | 06    |
| 13   | Kevin Magnussen  | Haas-Ferrari                 | 19     | 0      | + 24,970  | 19    |
| 14   | Zhou Guanyu      | Alfa Romeo-Ferrari           | 19     | 1      | + 26,868  | 15    |
| 15   | Lance Stroll     | Aston Martin Aramco-Mercedes | 19     | 0      | + 29,523  | 16    |
| –    | Esteban Ocon     | Alpine-Renault               | 11     | 0      | DNF       | 07    |
| –    | Nico Hülkenberg  | Haas-Ferrari                 | 10     | 0      | DNF       | 10    |
| –    | Sergio Pérez     | Red Bull Racing-Honda RBPT   | 10     | 0      | DNF       | 08    |
| –    | Logan Sargeant   | Williams-Mercedes            | 2      | 0      | DNF       | 20    |
| –    | Liam Lawson      | AlphaTauri-Honda RBPT        | 0      | 0      | DNF       | 14    |

Anmerkungen
1. ↑  Leclerc beendete den Sprint auf dem 7. Platz, erhielt jedoch nachträglich eine Zeitstrafe von fünf Sekunden für das Überschreiten der Streckenbegrenzungen. Er fiel dadurch auf den 12. Platz zurück.
2. ↑  Stroll beendete den Sprint auf dem 12. Platz, erhielt jedoch nachträglich eine Zeitstrafe von fünf Sekunden für das Überschreiten der Streckenbegrenzungen. Er fiel dadurch auf den 15. Platz zurück.

### Rennen
| Pos.                                                             | Fahrer           | Konstrukteur                 | Runden | Stopps | Zeit        | Start | Schnellste Runde |
| ---------------------------------------------------------------- | ---------------- | ---------------------------- | ------ | ------ | ----------- | ----- | ---------------- |
| 01                                                               | Max Verstappen   | Red Bull Racing-Honda RBPT   | 57     | 3      | 1:27:39,168 | 01    | 1:24,319 (56.)   |
| 02                                                               | Oscar Piastri    | McLaren-Mercedes             | 57     | 3      | + 4,833     | 06    | 1:24,921 (48.)   |
| 03                                                               | Lando Norris     | McLaren-Mercedes             | 57     | 3      | + 5,969     | 10    | 1:24,842 (47.)   |
| 04                                                               | George Russell   | Mercedes                     | 57     | 4      | + 34,119    | 02    | 1:25,770 (35.)   |
| 05                                                               | Charles Leclerc  | Ferrari                      | 57     | 3      | + 38,976    | 05    | 1:24,992 (57.)   |
| 06                                                               | Fernando Alonso  | Aston Martin Aramco-Mercedes | 57     | 3      | + 49,032    | 04    | 1:26,045 (57.)   |
| 07                                                               | Esteban Ocon     | Alpine-Renault               | 57     | 3      | + 1:02,390  | 08    | 1:26,450 (42.)   |
| 08                                                               | Valtteri Bottas  | Alfa Romeo-Ferrari           | 57     | 3      | + 1:06,563  | 09    | 1:26,652 (54.)   |
| 09                                                               | Zhou Guanyu      | Alfa Romeo-Ferrari           | 57     | 3      | + 1:16,127  | 19    | 1:26,323 (54.)   |
| 10                                                               | Sergio Pérez     | Red Bull Racing-Honda RBPT   | 57     | 3      | + 1:20,181  | Box   | 1:26,220 (50.)   |
| 11                                                               | Lance Stroll     | Aston Martin Aramco-Mercedes | 57     | 3      | + 1,21:562  | 16    | 1:26,352 (55.)   |
| 12                                                               | Pierre Gasly     | Alpine-Renault               | 57     | 3      | + 1:22,300  | 07    | 1:26,310 (49.)   |
| 13                                                               | Alexander Albon  | Williams-Mercedes            | 57     | 3      | + 1:31,014  | 13    | 1:26,666 (57.)   |
| 14                                                               | Kevin Magnussen  | Haas-Ferrari                 | 56     | 3      | + 1 Runde   | 18    | 1:27,067 (46.)   |
| 15                                                               | Yuki Tsunoda     | AlphaTauri-Honda RBPT        | 56     | 3      | + 1 Runde   | 11    | 1:27,174 (55.)   |
| 16                                                               | Nico Hülkenberg  | Haas-Ferrari                 | 56     | 3      | + 1 Runde   | 14    | 1:26,489 (45.)   |
| 17                                                               | Liam Lawson      | AlphaTauri-Honda RBPT        | 56     | 3      | + 1 Runde   | 17    | 1:27,113 (54.)   |
| –                                                                | Logan Sargeant   | Williams-Mercedes            | 40     | 2      | DNF         | 15    | 1:27,983 (31.)   |
| –                                                                | Lewis Hamilton   | Mercedes                     | 0      | 0      | DNF         | 03    | –                |
| DNS                                                              | Carlos Sainz jr. | Ferrari                      | –      | –      | –           | 12    | –                |
| Fahrer des Tages: Oscar Piastri (27,9 % der abgegebenen Stimmen) |                  |                              |        |        |             |       |                  |

Anmerkungen
1. ↑  Pérez beendete das Rennen als 11., erhielt jedoch nachträglich eine Zeitstrafe von 5 Sekunden. Da auch Stroll und Gasly vor ihm jeweils zwei Fünf-Sekunden-Strafen erhielten, rückte er auf den 10. Platz vor.
2. ↑  Stroll beendete das Rennen als 9., erhielt jedoch während des Rennens zwei Fünf-Sekunden-Strafen und rutschte auf den 11. Platz ab.
3. ↑  Gasly beendete das Rennen als 10., erhielt jedoch während des Rennens zwei Fünf-Sekunden-Strafen und rutschte auf den 12. Platz ab.
4. ↑  Albon erhielt während des Rennens zwei Fünf-Sekunden-Strafen. An seiner Position änderte dies allerdings nichts.
5. ↑  Sainz jr. startete das Rennen wegen eines Kraftstofflecks nicht. Sein Platz in der Startaufstellung blieb frei.

## WM-Stände nach dem Rennen
Die ersten zehn des Rennens bekamen 25, 18, 15, 12, 10, 8, 6, 4, 2 bzw. 1 Punkt(e). Zusätzlich wurde ein Punkt für die schnellste Rennrunde vergeben, da der betreffende Fahrer unter den ersten Zehn ins Ziel kam. Die ersten acht des Sprintrennens bekamen 8, 7, 6, 5, 4, 3, 2 bzw. 1 Punkt(e).

### Fahrerwertung
| Pos. | Fahrer           | Konstrukteur                 | Punkte |
| ---- | ---------------- | ---------------------------- | ------ |
| 01   | Max Verstappen   | Red Bull Racing-Honda RBPT   | 433    |
| 02   | Sergio Pérez     | Red Bull Racing-Honda RBPT   | 224    |
| 03   | Lewis Hamilton   | Mercedes                     | 194    |
| 04   | Fernando Alonso  | Aston Martin Aramco-Mercedes | 183    |
| 05   | Carlos Sainz jr. | Ferrari                      | 153    |
| 06   | Charles Leclerc  | Ferrari                      | 145    |
| 07   | Lando Norris     | McLaren-Mercedes             | 136    |
| 08   | George Russell   | Mercedes                     | 132    |
| 09   | Oscar Piastri    | McLaren-Mercedes             | 83     |
| 10   | Lance Stroll     | Aston Martin Aramco-Mercedes | 47     |
| 11   | Pierre Gasly     | Alpine-Renault               | 46     |

| Pos. | Fahrer           | Konstrukteur          | Punkte |
| ---- | ---------------- | --------------------- | ------ |
| 12   | Esteban Ocon     | Alpine-Renault        | 44     |
| 13   | Alexander Albon  | Williams-Mercedes     | 23     |
| 14   | Valtteri Bottas  | Alfa Romeo-Ferrari    | 10     |
| 15   | Nico Hülkenberg  | Haas-Ferrari          | 9      |
| 16   | Zhou Guanyu      | Alfa Romeo-Ferrari    | 6      |
| 17   | Yuki Tsunoda     | AlphaTauri-Honda RBPT | 3      |
| 18   | Kevin Magnussen  | Haas-Ferrari          | 3      |
| 19   | Liam Lawson      | AlphaTauri-Honda RBPT | 2      |
| 20   | Logan Sargeant   | Williams-Mercedes     | 0      |
| 21   | Nyck de Vries    | AlphaTauri-Honda RBPT | 0      |
| 22   | Daniel Ricciardo | AlphaTauri-Honda RBPT | 0      |

### Konstrukteurswertung
| Pos. | Konstrukteur                 | Punkte |
| ---- | ---------------------------- | ------ |
| 01   | Red Bull Racing-Honda RBPT   | 657    |
| 02   | Mercedes                     | 326    |
| 03   | Ferrari                      | 298    |
| 04   | Aston Martin Aramco-Mercedes | 230    |
| 05   | McLaren-Mercedes             | 219    |

| Pos. | Konstrukteur          | Punkte |
| ---- | --------------------- | ------ |
| 06   | Alpine-Renault        | 90     |
| 07   | Williams-Mercedes     | 23     |
| 08   | Alfa Romeo-Ferrari    | 16     |
| 09   | Haas-Ferrari          | 12     |
| 10   | AlphaTauri-Honda RBPT | 5      |